# Guillaume IV de Bavière
Guillaume IV de Bavière, dit Guillaume le Constant (né le 13 novembre 1493 à Munich ; mort le 7 mars 1550 dans la même ville) est duc de Bavière de 1508 à 1550, et réunifie définitivement sous une même couronne la Bavière munichoise à la Bavière-Landshut. Il est enterré à la cathédrale Notre-Dame de Munich.

## Biographie
Fils du duc Albert IV le Sage et de Cunégonde d'Autriche, il exerce le pouvoir en 1511 après une période de régence.
En 1514, son frère Louis X de Bavière-Landshut formule des réclamations à son encontre. Les Bavarois craignent un retour des hostilités de la guerre de succession de 1505, mais sous la pression de l'empereur, Guillaume accepte de partager le pouvoir : Louis administrera Landshut et Straubing depuis l'ancienne capitale de Landshut. À sa mort en 1545, Louis X lui lègue ses fiefs conformément au serment des Wittelsbach.
Le 23 avril 1516, jour de la Saint Georges, il promulgue dans son duché le décret de pureté sur la bière, qui régit jusqu'à aujourd'hui la composition de la bière dans les pays germaniques (le 23 avril est fêté depuis 1994 comme le Jour de la bière allemande).
En 1524 il se laisse convaincre par le pape Clément VII, récemment élu, de retirer les titres de noblesse aux évêques de Bavière et d'accueillir les institutions de l'Église pour la promotion du catholicisme. Il sera l'un des adversaires les plus acharnés de la Réforme qu'il ne laissera pas s'implanter dans son duché. Il commande à divers artistes un cycle pictural : Les tableaux d'histoire de Guillaume IV de Bavière.
Il soutient l'empereur Charles Quint en 1546-47 contre la ligue de Smalkade, mais ne parvient pas à obtenir en contrepartie le titre d'électeur palatin (détenu par la branche palatine ou rodolphine de la maison de Wittelsbach). Après avoir, par l'accueil des jésuites, fait de l'université d'Ingolstadt un refuge pour les clercs catholiques allemands, il meurt en 1550. Son fils Albert V de Bavière lui succède.

## Famille et postérité
Guillaume IV épouse le 5 octobre 1522 à Munich la princesse Marie-Jacobée de Bade-Sponheim (1507-1580), fille du margrave Philippe Ier de Bade-Sponheim et de la princesse Élisabeth du Palatinat. Il a quatre enfants de cette union :
- Theodor (1526-1534)
- Albert V de Bavière (1528-1579) qui épouse en 1546 la duchesse Anne d'Autriche, fille de l'empereur Ferdinand Ier
- Guillaume (1529-1530)
- Mathilde de Bavière (1532-1565) qui épouse en 1557 le margrave Philibert de Bade (1536-1569)

Il laisse également un fils illégitime, le chevalier Georg von Hegnenberg (de) (1509-1590), qu'il eut d'une liaison avec Margarete Hausner von Stettberg.

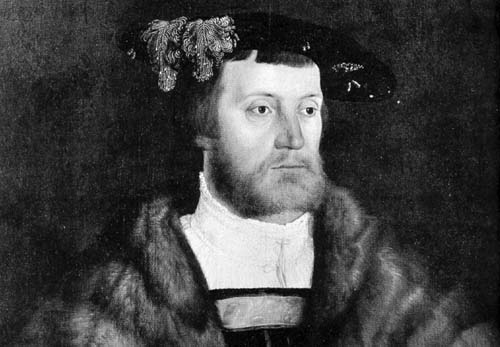
Guillaume IV de Bavière, à la tête de la Ligue de Souabe, parvint à réunir les deux duchés de Haute et Basse Bavière sous son autorité.